# Манцерев, Сергей Владимирович
Сергей Владимирович Манцерев (род. 2 июня 1957, Пенза) — российский художник и скульптор, член-корреспондент Российской академии художеств (2012).
Жена — российский художник, член-корреспондент Российской академии художеств (2012) Ольга Анатольевна Трушникова (род. 1963).

## Биография
Родился 2 июня 1957 года в Пензе, живёт и работает в Москве.
В 1979 году — с отличием окончил Пензенское художественное училище имени К. А. Савицкого.
В 1989 году — окончил Отделение монументальной живописи факультета монументального искусства МГХПА им. С. Г. Строганова.
С 1991 года — член Московского Союза художников, член Объединения Московских скульпторов.
В 2010 году был награждён серебряной медалью Российской академии художеств.
В 2012 году — избран членом-корреспондентом Российской академии художеств от Отделения живописи.
Куратор выставок в Московском Союзе художников, член Правления Товарищества живописцев МСХ.

## Творческая деятельность
Основные произведения в живописи:
Цикл работ о святых, почитаемых на Руси. Среди них: «Чудотворец» холст, масло, 180×140 см (2012), «Святой Георгий» холст, масло, 200×150 см, (2018), «Борис и Глеб» 180×140 см (2017), «Целитель Пантелеймон» 180×120 см (2017) и др.
Цикл работ о московском метро: «Станция Марксистская. Переход» холст, масло, 160×340 см, (1991), «Час пик» 140×230 (2021), «Эскалатор» 170×180 (2020).
На протяжении 10 лет он работал над проектом «Храм Световида»: серией живописных и скульптурных работ, посвящённых древнеславянской мифологии и последнему языческому храму древних славян в городе Аркона на острове Рюген. Основа проекта — 12 монументальных полотен, на каждом из которых изображены сюжеты по мотивам знаков зодиака. Среди них: «Под знаком Стрельца» холст, масло, 150×200 см, (2004), «Под знаком Водолея» холст, масло, 150×200 см, (2006), «Под знаком Близнецов» 150×200 см (2005) и другие.
Основные произведения в монументальной скульптуре: «Памятник Е. И. Рерих и Н. К. Рериху» г. Москва, Знаменский пер. 5, (1999), памятник «Москва-Петушки» г. Москва, Площадь Борьбы, (2000), проект под названием «Отдых в городе» посвящен жителям этого города всех возрастов: «Молодая мама», «Друзья», «9 мая», «Архитектор», бульвар у Михайловского пруда, Зеленоград, г. Москва.
Также Сергей Владимирович является автором мемориальных скульптур широко известных людей: памятник народному артисту Владимиру Трошину; памятник Лауреату Нобелевской премии астрофизику Виталию Лазаревичу Гинзбургу; мемориальная доска Первому директору ФГУП НИИ НПО «Луч» профессору Михаилу Васильевичу Якутовичу — одному из разработчиков атомной бомбы; памятник Первому президенту РАО ЕЭС Анатолию Федоровичу Дьякову.

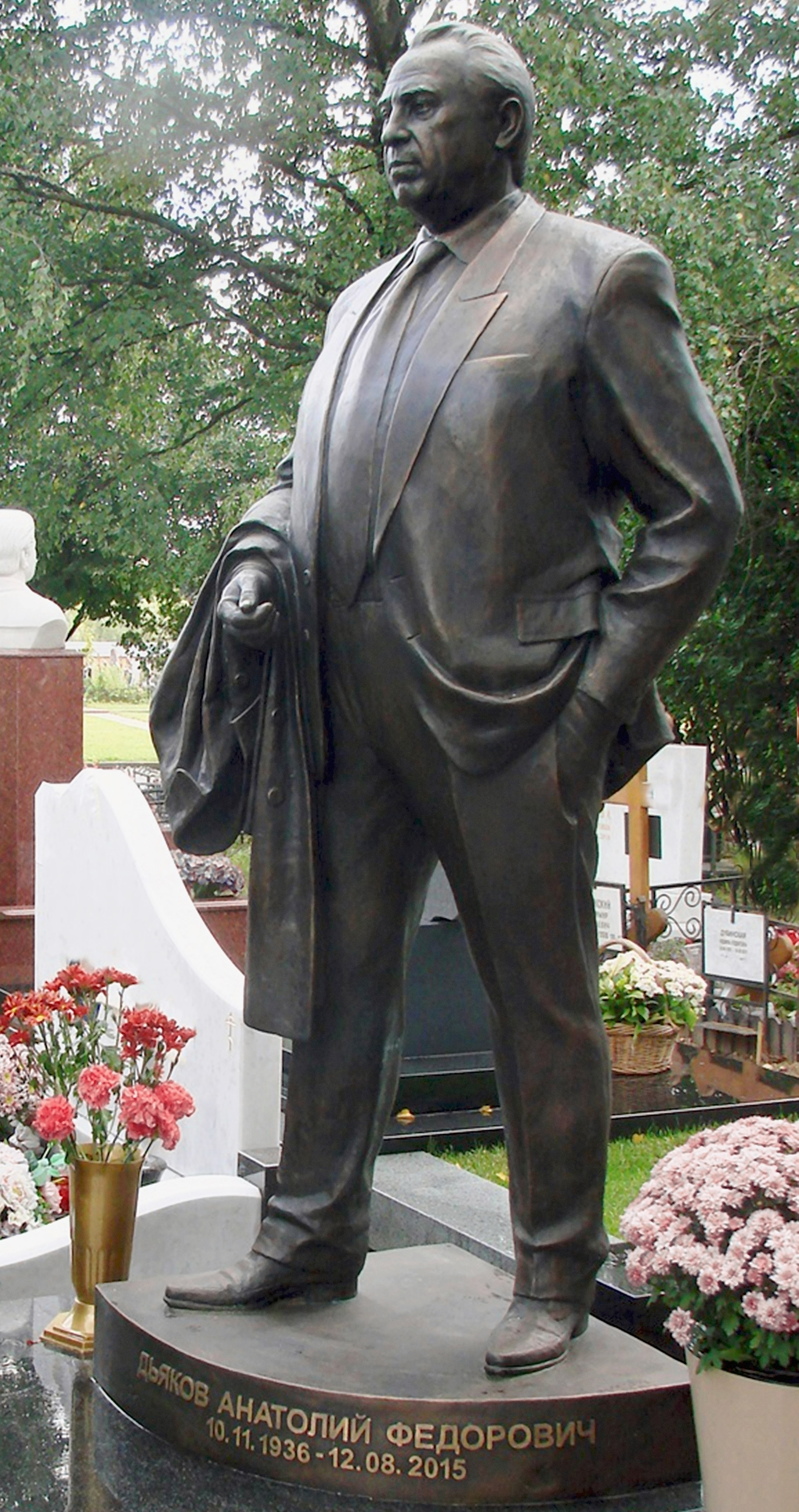
Дьяков А. Ф. Москва, Троекуровское кл.

Произведения находятся в коллекциях: Музей Рерихов (г. Москва), музей Л. Н. Толстого (г. Москва), Зеленоградский художественно-исторический музей.